# Kaźmierzewo (powiat włocławski)
Kaźmierzewo – wieś w Polsce położona w województwie kujawsko-pomorskim, w powiecie włocławskim, w gminie Lubanie przy drodze krajowej nr 91.
W latach 1975–1998 miejscowość należała administracyjnie do województwa włocławskiego. Według Narodowego Spisu Powszechnego (III 2011 r.) liczyła 147 mieszkańców. Jest czternastą co do wielkości miejscowością gminy Lubanie.
W miejscowości znajduje się XIX-wieczny dwór z parkiem – obecnie gospodarstwo agroturystyczne.
Przez wieś przepływa Struga Kujawska (według IMGW Struga Ośla), która jest lewobrzeżnym dopływem Wisły o długości 18 km. Powierzchnia jej zlewni wynosi około 73 km².